# Urby Emanuelson
Urby Emanuelson (* 16. Juni 1986 in Amsterdam) ist ein ehemaliger niederländischer Fußballspieler surinamischer Herkunft.

## Karriere

### Verein
Schon Urby Emanuelsons Vater Errol war Fußballer. Er spielte in Surinames Hauptstadt Paramaribo für den SV Robinhood und in der Nationalmannschaft. Nach dem Umzug in die Niederlande wurde Sohn Urby geboren, der schon als Kind beim SC Voorland dem Vater nacheiferte. So kam er bald zum AFC Ajax, in dessen Fußballschule er die kompletten Jugendmannschaften durchlief. Sein Debüt in der ersten Mannschaft gab er am 24. Februar 2005 als 18-Jähriger mit seiner Einwechslung im UEFA-Pokal-Rückspiel gegen AJ Auxerre, das Ajax mit 1:3 verlor und damit ausschied. Am 10. April 2005 spielte Emanuelson bei einem 4:2-Heimsieg über Alkmaar zum ersten Mal in der Eredivisie. Zu Beginn seiner zweiten Profisaison konnte er mit dem Gewinn der Johan-Cruyff-Schaal seinen ersten nationalen Titel feiern. 2006 und 2007 folgte mit zwei weiteren Supercups sowie dem Gewinn des KNVB-Pokals zweimal das Double. In der Liga reichte es 2007 und 2008 jeweils nur zu Vize-Titeln. 2009 enttäuschte Ajax und schloss die Saison auf dem dritten Rang ab. Im Jahr darauf gewann er mit den Amsterdamern erneut den KNVB-Pokal. Insgesamt trat er für den AFC Ajax in 256 Pflichtspielen an, in denen er 22 Tore erzielte.
Im Januar 2011 wechselte Emanuelson zum AC Mailand, bei dem er einen Vertrag bis Ende der Saison 2013/14 unterzeichnete.
Am 31. Januar 2013 wurde Emanuelson bis Saisonende an den FC Fulham verliehen.
Am 2. Juli 2014 wechselte Urby Emanuelson vom AC Mailand in die italienische Hauptstadt zu AS Roma. Bereits im Januar 2015 verließ Emanuelson die Roma wieder und schloss sich Atalanta Bergamo an. Auch dort war seine Beschäftigung nicht von Dauer: Nach Ablauf der Saison 2014/15 wurde sein Vertrag nicht verlängert. Nach einem halben Jahr der Vereinslosigkeit verpflichtete Hellas Verona den Niederländer Anfang Januar 2016 und stattete ihn mit einem bis zum Ende der Saison 2015/16 befristeten Vertrag aus. Nach der folgenden Spielzeit mit nur einem Einsatz für Sheffield Wednesday verpflichtete ihn FC Utrecht, wo er bis 2022 blieb. Seine letzten Karriereeinsätze hatte er wieder für Ajax, allerdings für die Amateurmannschaft. 

### Nationalmannschaft
Mit der niederländischen U21-Nationalmannschaft gewann Emanuelson die U21-Europameisterschaft 2006. Im selben Turnier wurde er auf Grund seiner guten Leistungen zu einem der besten elf Spieler gewählt. Am 16. August 2006 debütierte er für die A-Nationalmannschaft in einem Freundschaftsspiel gegen Irland. Bis Februar 2008 trat er elfmal im Oranje-Trikot an. Für den Kader der Europameisterschaft 2008 wurde er nicht berücksichtigt, nahm jedoch später mit der Olympiamannschaft an den Olympischen Sommerspielen 2008 in Peking teil. In den Kader für die Weltmeisterschaft 2010 wurde er erneut nicht berufen, kam jedoch im ersten Match nach der Weltmeisterschaft beim 1:1 gegen die Ukraine zu einem weiteren Einsatz in der A-Nationalmannschaft, da die bei der WM in Südafrika eingesetzten Spieler pausierten. Darauf folgten zwei Einsätze in EM-Qualifikationsspielen 2010 und 2011 gegen Moldawien sowie Ungarn. Im Kader für die Europameisterschaft 2012 wurde Emanuelson allerdings nicht berücksichtigt. Im Vorfeld des Turniers erhielt er Spielzeit in einem Freundschaftsspiel gegen England, das die Niederlande mit 3:2 gewannen. Außerdem wurde er im WM-Qualifikationsspiel 2012 gegen Andorra und einem Freundschaftsspiel gegen Deutschland im selben Jahr eingesetzt.

## Erfolge

### Mit seinen Vereinen
Mit Ajax Amsterdam
- KNVB-Pokal: 2006, 2007, 2010
- Johan-Cruyff-Schaal: 2005, 2006, 2007
- Niederländischer Meister: 2011

Mit dem AC Mailand
- Italienischer Meister: 2011
- Italienischer Supercup: 2011

### Als Nationalspieler
- Gewinn der U-21-Fußball-Europameisterschaft: 2006

## Wissenswertes
- Neben der niederländischen besitzt Emanuelson auch die Staatsangehörigkeit Surinames. Sein Cousin Jean-Paul Boëtius ist ebenfalls Profifußballspieler.[8]